# Bartosz Rudyk
Bartosz Rudyk (Breslávia, 18 de setembro de 1998) é um desportista polaco que compete no ciclismo nas modalidades de pista e rota. Ganhou uma medalha de bronze no Campeonato Europeu de Ciclismo em Pista de 2019, na prova de velocidade individual.

## Medalheiro internacional
| Campeonato Europeu | Campeonato Europeu         | Campeonato Europeu | Campeonato Europeu    |
| Ano                | Lugar                      | Medalha            | Competição            |
| ------------------ | -------------------------- | ------------------ | --------------------- |
| 2019               | Apeldoorn ( Países Baixos) | Medalha de bronze  | Velocidade individual |